# Tweede Divisie 2016/17
Die Tweede Divisie 2016/17 war die erste Spielzeit der dritthöchsten niederländischen Fußballliga seit ihrer Auflösung 1971 und die insgesamt 16. Saison der Tweede Divisie. Die Liga fungiert ab dieser Saison als höchste Amateurliga des Landes. Sie begann am 13. August 2016 und endete am 13. Mai 2017. Meister und Aufsteiger wurde Jong AZ.

## Modus
Die 18 Vereine spielten an insgesamt 34 Spieltagen aufgeteilt in einer Hin- und einer Rückrunde jeweils zwei Mal gegeneinander. Der Meister stieg in die Eerste Divisie aus. Der Letzte und Vorletzte stiegen direkt in die Derde Divisie ab. Der Dritt- und Viertletzte spielten in einer Relegationsrunde gegen den Abstieg.

## Teilnehmer
Je sieben Mannschaften aus der Samstagsstaffel und Sonntagsstaffel, sowie der Zweite, Dritte, Vierte und Sechste aus der Beloften Eredivisie (höchste Liga für Reservemannschaften).
| Samstagsstaffel (7)                                                                                          | Sonntagsstaffel (7)                                                                           | Beloften Eredivisie (4)                              |
| --- | --------------------------------------------------------------------------------------------- | ---------------------------------------------------- |
| - Excelsior Maassluis - HHC Hardenberg - VV Katwijk - Kozakken Boys - BVV Barendrecht - SV Spakenburg - GVVV | - FC Lienden - SV TEC - Koninklijke HFC - De Treffers - VV Sint Bavo - AFC Amsterdam - VV UNA | - Jong AZ - Jong Twente - Jong Sparta - Jong Vitesse |

## Abschlusstabelle
| Pl. | Verein              | Sp. | S  | U  | N  | Tore    | Diff. | Punkte |
| --- | ------------------- | --- | -- | -- | -- | ------- | ----- | ------ |
| 1.  | Jong AZ             | 34  | 23 | 7  | 4  | 085:290 | +56   | 76     |
| 2.  | Kozakken Boys       | 34  | 17 | 6  | 11 | 070:540 | +16   | 57     |
| 3.  | VV Katwijk          | 34  | 15 | 10 | 9  | 052:420 | +10   | 55     |
| 4.  | De Treffers         | 34  | 14 | 12 | 8  | 070:550 | +15   | 54     |
| 5.  | Excelsior Maassluis | 34  | 13 | 10 | 11 | 052:430 | +9    | 49     |
| 6.  | FC Lienden          | 34  | 13 | 9  | 12 | 052:480 | +4    | 48     |
| 7.  | Jong Sparta         | 34  | 12 | 11 | 11 | 074:670 | +7    | 47     |
| 8.  | BVV Barendrecht     | 34  | 12 | 11 | 11 | 057:570 | ±0    | 47     |
| 9.  | VV Sint Bavo        | 34  | 12 | 11 | 11 | 062:640 | −2    | 47     |
| 10. | GVVV                | 34  | 13 | 8  | 13 | 051:630 | −12   | 47     |
| 11. | AFC Amsterdam 1     | 34  | 13 | 7  | 14 | 059:630 | −4    | 45     |
| 12. | SV TEC              | 34  | 13 | 6  | 15 | 053:670 | −14   | 45     |
| 13. | Koninklijke HFC     | 34  | 11 | 9  | 14 | 049:500 | −1    | 42     |
| 14. | HHC Hardenberg      | 34  | 10 | 11 | 13 | 041:530 | −12   | 41     |
| 15. | VV UNA              | 34  | 12 | 5  | 17 | 057:790 | −22   | 41     |
| 16. | SV Spakenburg       | 34  | 9  | 10 | 15 | 061:660 | −5    | 37     |
| 17. | Jong Vitesse 2      | 34  | 11 | 4  | 19 | 066:790 | −13   | 34     |
| 18. | Jong Twente         | 34  | 6  | 7  | 21 | 032:640 | −32   | 25     |

Platzierungskriterien: 1. Punkte – 2. Tordifferenz – 3. geschossene Tore

## Relegationsrunde
Siehe: Play-offs 2016/17